# Do Āb Mardakh
Do Āb Mardakh är en ort i Iran.   Den ligger i provinsen Gilan, i den nordvästra delen av landet, 240 km nordväst om huvudstaden Teheran. Antalet invånare är 250.
Terrängen runt Do Āb Mardakh är mycket platt. Runt Do Āb Mardakh är det tätbefolkat, med 659 invånare per kvadratkilometer. Närmaste större samhälle är Rasht, 7,5 km söder om Do Āb Mardakh. Runt Do Āb Mardakh är det i huvudsak tätbebyggt.